# شیوا انزیگو
شیوا انزیگو (انگلیسی: Shiva N'Zigou؛ زادهٔ ۲۴ اکتبر ۱۹۸۳) بازیکن فوتبال اهل گابن بود.
از باشگاه‌هایی که در آن بازی کرده است می‌توان به باشگاه فوتبال استاد رنس، باشگاه فوتبال نانت، و باشگاه فوتبال آنژه اشاره کرد.
وی همچنین در تیم ملی فوتبال گابن بازی کرده است.